# Dibrowa (obwód iwanofrankiwski)
Dibrowa (ukr. Діброва) – wieś na Ukrainie, w obwodzie iwanofrankiwskim, w rejonie iwanofrankiwskim, w hromadzie Bursztyn. W 2001 roku liczyła 432 mieszkańców.
Do 1946 roku miejscowość nosiła nazwę Sarnki Średnie (ukr. Сернки Середні, Sernky Seredni).
W okresie międzywojennym wieś Sarnki Średnie znajdowała się w granicach II RP, wchodząc w skład gminy Bursztyn w powiecie rohatyńskim, w województwie stanisławowskim.